# Chandra Wickramasinghe
Nalin Chandra Wickramasinghe (Colombo, 20 de janeiro de 1939) é um matemático, astrofísico e professor universitário do Seri Lanca. É professor da Universidade de Cardife, professor honorário da Universidade de Buckingham, além de diretor do Centro Buckingham para Astrobiologia. Atualmente vive em Cardife, País de Gales, Reino Unido.
Foi aluno e colaborador de Fred Hoyle. Seu trabalho conjunto sobre o espectro infravermelho da poeira interestelar levou ao desenvolvimento da moderna teoria da panspermia. Essa teoria propõe que a poeira cósmica no meio interestelar e em cometas é parcialmente orgânica, e que a vida na Terra foi originada a partir do espaço, contrariando a teoria da abiogênese.
Atualmente trabalha na ampliação da teoria Hoyle-Wickramasinghe de panspermia cometária em um contexto cosmológico, com a colaboração de Carl H. Gibson e R.E. Schild. Chandra também está trabalhando em identificações adicionais das características espectrais dos cometas e no meio interestelar com biomaterial degradado, na tentativa de corroborar com a teoria da panspermia.
"Minha contribuição astronômica mais significativa foi desenvolver a teoria de grãos orgânicos em cometas e no meio interestelar. Isso foi feito durante a década de 1970 e 80, e é agora aceita por quase todos sem se lembrar de suas origens! Eu sinto que eu também desempenhei um papel no nascimento da ciência da astrobiologia."— astrofísico Carl Sagan
Chandra é um membro acadêmico da Sociedade Real de Artes, da Sociedade Real Astronômica e do Instituto de Matemática e suas Aplicações, e também ganhou prêmios por sua poesia.

## Início da vida e educação
Nasceu no Seri Lanca e foi educado no Colégio Real, em Colombo e, posteriormente, na Universidade do Ceilão onde se graduou em 1960 com um bacharelado, com louvor, em matemática. Ele ganhou uma bolsa para prosseguir seus estudos no Colégio Trinity. Chandra começou a trabalhar em seu projeto de doutorado na Universidade de Cambridge sob a supervisão do professor Fred Hoyle, e publicou seu primeiro artigo científico em 1961. Foi agraciado com um doutoramento em matemática em 1963 sendo eleito membro do Colégio Jesus no mesmo ano.

## Carreira acadêmica
No ano seguinte, em 1962, foi nomeado membro do Instituto de Astronomia na Universidade de Cambridge, onde começou seu trabalho pioneiro sobre a natureza da poeira interestelar, publicando vários artigos neste campo. Chandra publicou o primeiro livro definitivo sobre Grãos interestelares em 1967. Em 1973, recebeu a maior doutorado da Universidade de Cambridge para a Ciência, o prestigiado "Doutorado em Ciências" (ScD).
Chandra Wickramasinghe passou a ser reconhecido como um dos principais especialistas do mundo em material interestelar e em origem da vida e contribuiu muito para esse campo, publicando mais de 350 artigos em grandes revistas científicas, sendo mais de 75 na revista Nature. Em 1974, ele propôs a teoria de que a poeira no espaço interestelar e nos cometas é majoritariamente orgânica, o que posteriormente foi comprovado. Juntamente com o professor Fred Hoyle, foi agraciado com a Medalha Internacional Dag Hammarskjold de Ouro para a Ciência em 1986.
Foi consultor do Programa das Nações Unidas para o Desenvolvimento e Assessor do Presidente do Seri Lanca entre 1982 e 1984, e desempenhou um papel fundamental na criação do Instituto de Estudos Fundamentais no Seri Lanca. Em 1983/84, foi nomeado diretor-fundador do Instituto de Estudos Fundamentais pelo presidente Junius Jayawardene. Em 1992 foi condecorado pelo Presidente do Seri Lanca com a Honraria Vidya Jyothi. Posteriormente foi agraciado com o Prêmio Internacional Sahabdeen para a Ciência em 1996.
Em 1973 foi nomeado professor e Chefe do Departamento de Matemática Aplicada e Física Matemática no Colégio Universitário de Cardife, sendo o mais jovem professor nomeado da Universidade até aquele momento. Foi responsável por iniciar um grupo de pesquisa Astrofísica, em Cardife, sob os auspícios de um novo Departamento que se formou sob sua liderança, o Departamento de Matemática Aplicada e Astronomia. Permaneceu chefe desse departamento até 1989, altura em que a Escola de Pesquisa em Astronomia em Cardife foi considerada como sendo um dos melhores no Reino Unido. De 1989 até 1999, ocupou o cargo de Professor de Matemática Aplicada e Astronomia dentro de uma escola recém-estruturado de Matemática da Universidade de Gales em Cardife. No ano de 2000 foi nomeado diretor do recém-formado Centro de Astrobiologia de Cardife. A Universidade anunciou que retiraria o financiamento para o Centro em 2010 e em 2011 o Centro foi transferido para a Universidade de Buckingham.
Além disso, é um poeta premiado e autor ou co-autor de mais de 25 livros e mais de 350 artigos científicos. Ocupou-se em visitar nomeações professorais em inúmeros universidades em todo o mundo. Em reconhecimento às suas grandes contribuições à ciência e à cultura, ele recebeu um doutorado honoris causa pela Universidade Soka de Tóquio, no Japão, em 1996.
Chandra também era docente no Memorial John Snow da Associação dos anestesistas da Grã-Bretanha e da Irlanda em 2004.

## Detecção de células vivas na estratosfera
Em 20 de janeiro de 2001, a Organização de Pesquisa Espacial da Índia realizou um voo de balão a partir de Haiderabade, na Índia, para coletar a poeira na estratosfera a partir de uma altura de 41 km, com o intuito de detectar a presença de células vivas no local. Dentre os colaboradores desse projeto, havia uma equipe de cientistas do Reino Unido liderados por Chandra Wickramasinghe. Em um documento, apresentado pela primeira vez em uma conferência SPIE em São Diego em 2002, foram apresentados indícios de microrganismos viáveis a partir de 41 km acima da crosta terrestre. Durante o experimento foi feita uma imagem de um aglomerado de microorganismos tornados fluorescentes com a aplicação do corante carbocianina (indicando viabilidade) em imagem de microscópio eletrônico de varredura.
Este dado é sem dúvida o melhor indicador da panspermia em curso - introdução atual de bactérias a partir de cometas. Mas ainda resta saber se estes representam organismos vindos do espaço ou de nosso planeta.

## Síndrome Respiratória Aguda Grave
Em 24 de maio de 2003 The Lancet publicou uma carta de Wickramasinghe, assinada conjuntamente por Milton Wainwright e Jayant Narlikar, que sugeriu que a Síndrome Respiratória Aguda Grave (SARS) poderia ser extraterrestre. A carta é, atualmente, referenciada no site Astrobiologia de Cardiff. Ele inclui esta afirmação:
'"'Com relação ao surto de SARS, pode-se arguir prima facie uma possível origem espacial ...
Uma pequena quantidade do vírus culpado introduzido na estratosfera poderia ter caído ao leste da grande cordilheira do Himalaia, onde a estratosfera é mais fina, seguido de depósitos esporádicos em áreas vizinhas."
A publicação desta carta gerou cobertura nos meios de comunicação, incluindo a BBC e National Geographic.
Chandra Wickramasinghe também esteve envolvido na coordenação de análises da Red Rain de Kerala, com a colaboração do Professor Godfrey Louis. Esse trabalho recebeu ampla publicidade, incluindo uma edição especial dos programas Horizon BBC2.

## Honras e prêmios
- Membro acadêmico do Colégio Jesus, em 1963.
- Doutor em Ciências pela Universidade de Cambridge, em 1973.
- Honraria Vidya Jyothi pelo governo do Seri Lanca em 1992.
- Prêmio Internacional de Ciência Sahabdeen em 1996.
- Doutor em Letras Honorário pela Universidade Soka de Tóquio, no Japão, em 1996.
- Doutor Honoris Causa em Ciências pela Universidade de Ruhuna, Seri Lanca, em 2004.

## Publicações
- Arp, HC, Burbidge, G., Hoyle, F., Narlikar, JV e Wickramasinghe, NC, O universo extragaláctica: uma visão alternativa, natureza' ''346: 807 – 812, 30 de agosto, 1990.
- Hoyle, F. e Wickramasinghe NC, Lifecloud — A Origem da Vida no Universo, Pub. J.M. Dent and Sons, 1978. ISBN 0-460-04335-8
- Wickramasinghe, NC e D. Ikeda, Espaço e Vida Eterna, 1998, ISBN 1-85172-060-X. (Também disponível em japonês).
- Fred Hoyle e Chandra Wickramasinghe: “Nosso lugar no cosmos”, a vida não começou na Terra — Ele chegou do espaço e ainda está Chegando ISBN 1-85799-433-7 JM Dent Ltd., Phoenix Publicações 1993.
- Chandra Wickramasinghe, "Cosmic Dragons: Vida e Morte de Nosso Planeta”, ISBN 0 285 6360-6 5, Souvenir Press, London, 2001.
- Richard Hoover, NC Wickramasinghe, R. José, Rudy Schild, A Descoberta da Vida Extra-Terrestre Alien: As Origens Cósmicas da Vida, ISBN 978-0982955291. Cosmologia Science Publishers (22 de março de 2011).

## Outras leituras
- Chandra Wickramasinghe, Uma Viagem com Fred Hoyle: The Search for Vida Cósmica, World Scientific Publishing, 2005, ISBN 981-238-912-1
- Janaki Wickramasinghe, Chandra Wickramasinghe e William Napier, cometas e a Origem da Vida, World Scientific Publishing, 2009, ISBN 981-256-635-X